# Moravská Třebová (zámek)
Zámek Moravská Třebová se nachází v centru města na místě původního hradu založeného již ve 13. století. Město Moravská Třebová leží v jihovýchodní části Pardubického kraje a historicky náleží k severozápadní Moravě.

## Historie

### Pravěk
Na místě středověkého hradu a pozdějšího zámku stávalo hradiště už v pozdní doby bronzové, ve kterém žili příslušníci slezské fáze lužické kultury. Existence hradiště byla archeologicky doložena nálezem zasypaného příkopu.

### Nejstarší období
Někdy před rokem 1270 založil Boreš z Rýzmburka město Třebovou. Ve stejné době stával na jižním vrcholu vrchu Dubina hrad Třebovské hradisko dobytý v letech 1285–1286 Závišem z Falkenštejna. Město spravoval Borešův bratr Bohuslav, a když v roce 1325 zemřel jeho syn Boreš, vymřela třebovská větev Hrabišiců, a jejich panství připadlo jako odúmrť král Janu Lucemburskému.
Jan Lucemburský město zastavil Janu Železnému z Lipé, který začal budovat přímo ve městě nový hrad, protože Třebovské hradisko nebylo po dobytí Závišem z Falkenštejna obnoveno. Nový hrad, zmiňovaný poprvé při dělení panství v roce 1346, stál v jihovýchodní části města. Měl půdorys lichoběžníku o rozměrech 43 × 44 metrů. V severozápadním nároží hradu stávala čtverhranná věž, pod kterou se v severní hradbě nacházela brána. Na jižní straně býval palác, jehož zdivo se částečně dochovalo v úrovni sklepů a přízemí. Mladší palác vznikl později podél východní hradby.

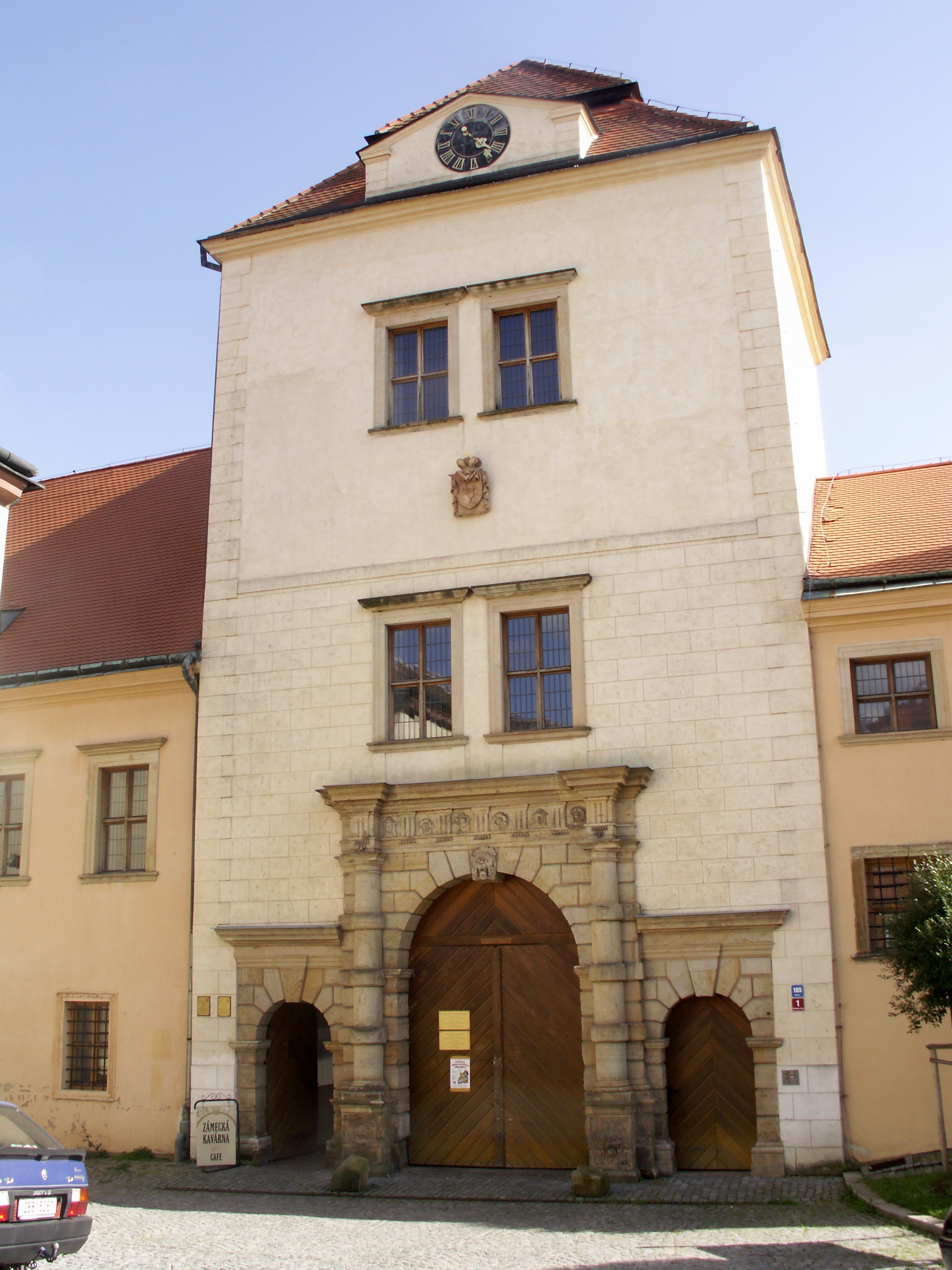
Vstupní brána zámku

V roce 1356 prodal Jindřich za 8 000 hřiven moravskotřebovské panství tj. město s hradem, městečkem Staré Město, Křenov a dalšími 23 vesnicemi markraběti Janu Jindřichovi. Ten dal u hradu podstatně zesílit opevnění a městu poskytl četné výsady. Syn Jana Jindřicha markrabě Jošt Moravský toto panství v roce 1391 udělil lénem Erhartu z Kunštátu, který již na severní Moravě vlastnil četné statky. V roce 1398 pak toto panství získal Erhart do dědičné držby. V té době náleželo k tomuto dominiu již 33 vsí, z nichž 3 byly přímo hradním lénem. Ač byli moravskotřebovští pánové z Kunštátu stoupenci husitů, jejich purkrabí Hanuš Schwarz při křížové výpravě v roce 1422, vedené vratislavským biskupem Konrádem, vydal celé město i s hradem slezskému vojsku.
Poté přešlo panství s hradem a městem jako soukromý majetek do rukou krále Jiřího z Poděbrad. V roce 1464 jej postoupil spolu s hradem Bouzov hejtmanovi královských vojsk Zdeňku Kostkovi z Postupic. V období česko-uherských válek zůstal Zdeněk Kostka věren králi Jiřímu až do svého konce, kdy roku 1468 padl v bitvě u Zvole při střetu královského vojska s vojsky Matyáše Korvína. Jeho nástupcem se stal bratr Albrecht, který se však přidal na stranu Korvína.

Posledním držitelem moravskotřebovského rodového panství pánů z Postupic se stává Jiří Hrabiš z Postupic. Ten záhy postupuje celé zboží Janu Heraltu z Kunštátu. Jan Heralt pak v r. 1468 prodává panství Ladislavu Velenovi z Boskovic a Černé Hory. Ten vlastnil již panství Židlochovice a Boskovice a později k nim připojil ještě panství Zábřeh s Rudou nad Moravou a Úsov. A právě za panování pánů z Boskovic dosáhlo město Moravská Třebová velkého rozmachu. 

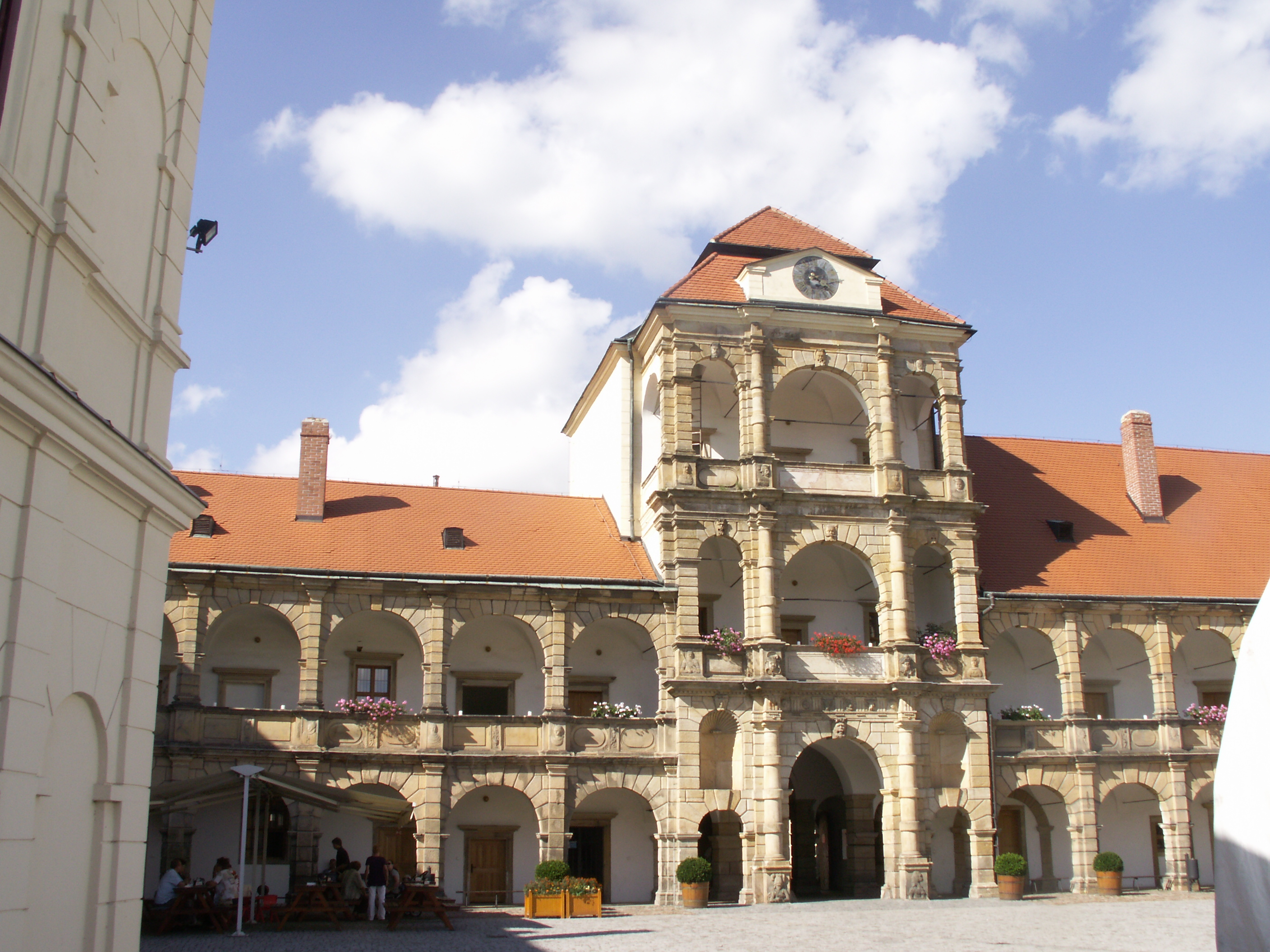
nádvoří zámku

### Období Boskoviců
Bohatý rod pánů z Boskovic zahájil kolem roku 1485 rozsáhlou přestavbu starého a na tehdejší dobu již nepohodlného hradního objektu na renesanční zámek. Rekonstrukci započal stavbou čelního vstupního křídla s průjezdem položeným na osu dvora. Vzácný raně renesanční portál dodnes hlásá jméno stavebníka s letopočtem Ladislaus de Boskovic et Nigromonte Dominus castri humus me fecit sub anno Domini 1492. Tato stavba je první a také jedna z nejstarších renesančních památek datovaná nejen v našich zemích, ale dokonce ve všech zemích Evropy na sever od Alp. Brána je mimořádnou stavební památkou. Je ceněna a uznávána stejně jako ostění Vladislavského sálu na pražském Hradě a portál tovačovském zámku. Celá přestavba pak nese znaky nových stavebních proudů, které k nám pronikaly z Itálie prostřednictvím uherského Budína, kde působili stavitelé a kameníci z okruhu Leona Battisty Albertiho a jejichž činnost pak značně ovlivnila i budování moravskotřebovského zámku. Z původního hradu zůstala uchována pouze částečně snížená hranolová věž s přilehlým šnekovým schodištěm a která stávala na zámeckém nádvoří v místech nynější studny. Zachována zůstala i obranná funkce zámku na okraji města i opevnění proti městu v případě nouze, aby se zámek mohl bránit, pokud by nepřítel vnikl do města. Zámek byl poschoďový a nesl známky pozdně gotického i raně renesančního slohu. V půdorysném rozvržení již zcela převážila renesanční čtyřkřídlá dispozice uzavírající rozsáhlý dvůr. Jen západní křídlo bylo částečně zalomeno s ohledem na starý hradní palác. Jednotlivé místnosti v přízemí měly vlastní vchody ze dvora. V patře se nacházely v severním a východním křídle obytné místnosti, v jižním byly soustředěny reprezentační prostory. Hospodářským potřebám pak sloužilo zúžené západní křídlo a s ním spojená krychlová stavba s rozsáhlou černou kuchyní a uprostřed s velkou pecí a v rozích zpevněná kamennými opěráky. Podobné zpevňovaly i zdivo východního křídla. Hlavní vchod byl v severním křídle a na západě přiléhal ke zdivu staré věže. Jeho portál byl pak po požáru roce 1840 přenesen na jižní bránu. Jednotlivé místnosti v patře pak měly také samostatné vstupy z arkádové chodby, která spojovala jednotlivá křídla a z níž zůstal zachován jen nepatrný zbytek, následnými přestavbami zcela změněný.

V roce 1497 byla dostavěna i kaple, zbouraná po požáru z roku 1840. Chodba, která k ní vedla, byla zdobená medailóny Ladislava Velena a jeho manželky Magdalény z Dubé a z Lipé. Tyto mramorové portréty vznikly v roce 1495 (datum vytesáno po stranách) v některé ze sochařských dílen střední Itálie. Jejich kopie jsou osazeny na vnější straně jižní brány zámeckého areálu. Zámecká kaple byla poměrně malá prostora, osvětlená pěti vysokými gotickými okny. Mezi nimi vyrůstala ze štíhlých přípor žebra křížové klenby datované nápisem k roku 1497, který se zachoval v zámeckém lapidáriu. Z etapy výstavby zámku za Ladislava z Boskovic se zachovalo jen východní křídlo. O náročné výbavě pozdně gotického zámku svědčí dodnes tzv. rytířský sál, opatřený křížovou klenbou s heraldickými svorníky se znaky Boskoviců a spřízněných rodů. K přestavbám tohoto období a konkrétně k roku 1510 jsou připomínána jména dvou zúčastněných stavitelů a to Jeronýma Dubenského a Kašpara Hardinga. 

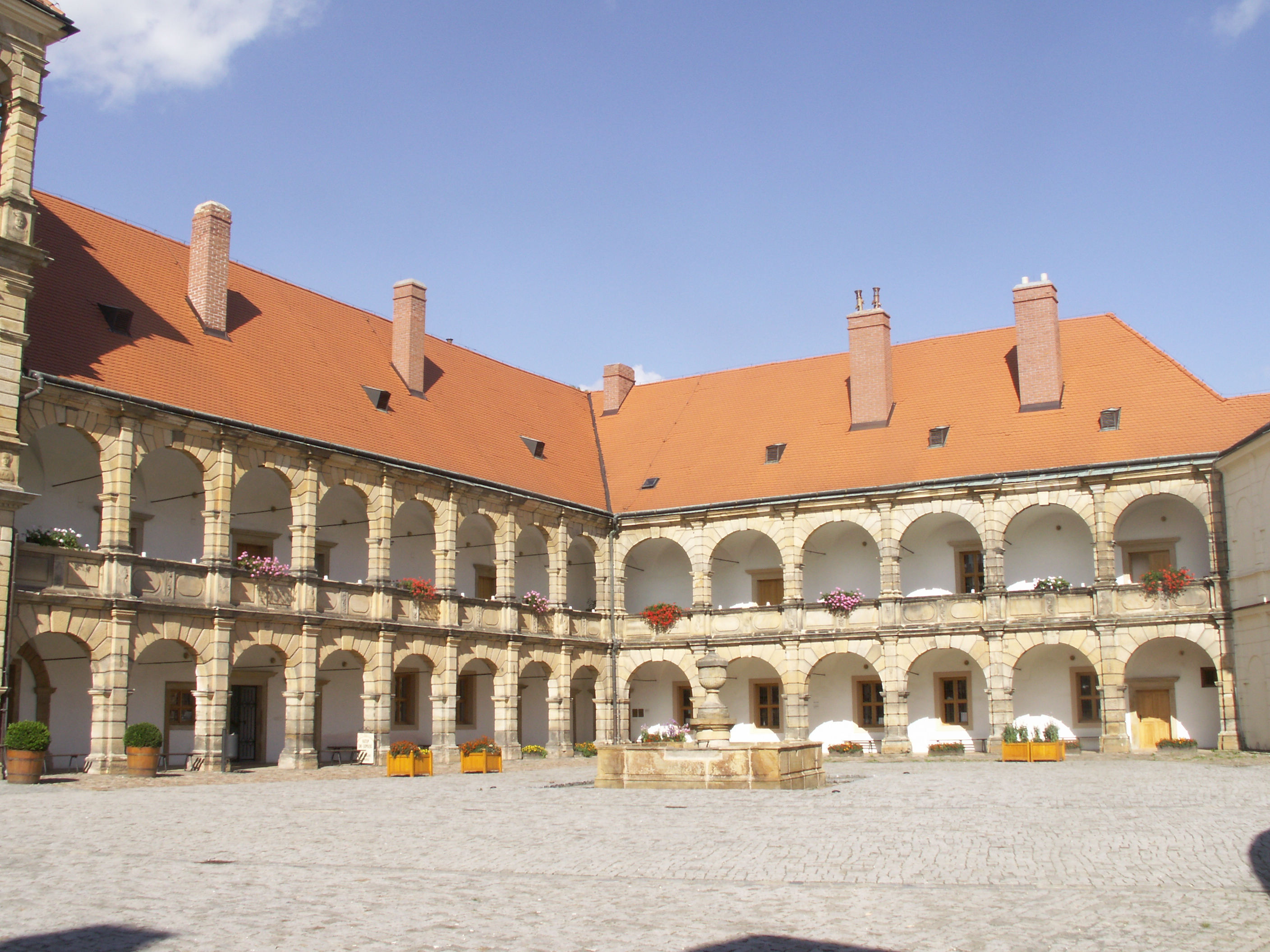
levé křídlo zámku

Po požáru v roku 1509 byla provedena Ladislavem z Boskovic přestavba podle jeho estetických představ a v duchu nastupující renesance. Ladislav měl na svoji dobu mimořádné vzdělání, které si ještě rozšířil pobytem v Itálii a cestami po Evropě. Na zámku, který se stal jeho hlavním sídlem vybudoval rozsáhlou knihovnu s klasickou římskou i řeckou literaturou a řadou přírodovědných děl a dále sbírkami s řadou uměleckých děl a gobelínů. O Velenových sbírkách se pochvalně vyjádřil i král Vladislav Jagellonský, který na Třebové v roku 1497 trávil několik dní.
Ladislav z Boskovic zemřel v roce 1520 na zámku v Letovicích. Veškeré majetky přešly na jeho syna Kryštofa z Boskovic († 1550), který se na rozdíl od otce hlásil k Lutherovu učení. Ač některá panství prodal, Moravskotřebovské si nechal a i ono bylo jeho sídelním majetkem. Jako sídelní sdílely Třebovou rovněž jeho synové Václav a Jan Kryštof z Boskovic. Mezi roky 1560 – 1570 byly dokončeny úpravy jižního křídla zámku s řadou reprezentačních sálů. Charakter měl již čistě renesanční a se sousedními křídly je spojovala otevřená arkádová chodba. Václav z Boskovic dal pak také v roce 1568 prorazit průchod ke kostelu. Připomínkou na Jana z Boskovic je pak bosovaný portál na východní vnější zdi zámku.

### Žerotínské období
Janem z Boskovic pak roku 1589 vymírá moravskotřebovská větev pánů z Boskovic. Tím přechází moravskotřebovské majetky dědictvím do rukou Žerotínů. Ladislav Velen ze Žerotína (1589–1622) si Třebovou zvolil za své sídlo. Na konci 16. století financoval obnovu špitálního kostela, v roce 1602 přispěl na novostavbu kostela ke Křížovém vrchu. V roce 1611 začal s přestavbou zámku. Na místě bývalého hradního příkopu vznikla tři manýristická křídla zámeckého předdvoří opatřená směrem do nádvoří arkádami. Autorem projektu zámecké stavby byl nejspíše architekt Rudolfa II. Giovanni Maria Filippi. Inspirací pro fasádu přerušenou centrální věží byly architektonické traktáty Sebastiana Serlia. Samotnou stavbu prováděla skupina stavebních řemeslníků vedená Giovannim Mottalou, stavitelem usedlým v Moravské Třebové, ale pocházejícím ze švýcarského Engadinu. Na kamenických a sochařských pracích zde působili další tvůrci z oblasti na hranici Švýcarska a Itálie - Adam Motl, Abondio Olivier Salis a Lorenz Paris.
Současná fasáda severního křídla nového paláce obrácená do náměstí je jednoduchá a vystupuje z ní mohutná hranolová věž s přísně symetrickým průčelím. Mansardová střecha nesená profilovanou korunní římsou, je členěna trojúhelníkovým štítem s hodinami. V přízemí je trojosý kamenný portál, jehož dva polosloupy s reliéfními lvími hlavami nesou architráv zakončený bohatě profilovanou římsou. Okna věže jsou zdvojená a v každém z pater je jedna dvojice rámovaná šambránou. Po dalším z požárů v roce 1840 se zachovala tři křídla původní fasády s arkádami, severní a východní zcela, ze západního pak pouze severní polovina. Jižní musela být stržena úplně. Dominantou nádvorní fasády je věž vystupující jako třípodlažní rizalit z jednopatrového severního křídla. Věžní fasáda je trojosá a sokly polosloupů jsou zdobeny reliéfy mužské a ženské postavy. Hlavní klenáky středních oblouků nesou fantastické masky. Střecha věže je i na nádvorní straně nesena bohatě profilovanou korunní římsou s hodinovým nástavcem. Uzavřením nádvoří pak vynikla velkolepá krása arkád. Na hlavicích štíhlých polosloupů spočívají důrazně členěné architrávy, které oddělují patra. Parapety a sokly jsou zdobeny reliéfy polofigur a fantastických hlav. Plochy mezi arkádami jsou zdobeny rustikou. Arkádová chodba je zaklenuta křížovou klenbou a v ní je patrná řada portálů, oken a dvířek do komínů s kamenným ostěním.
Moravská Třebová byla v letech před bitvou na Bílé hoře místem, kde se rozhodovalo o záležitostech země, obzvláště když se Ladislav ze Žerotína stal náčelníkem stavovského povstání na Moravě. Proto pobělohorské období krutě dolehlo na tento rod a jeho majetky. Ladislav Velen ze Žerotína po prohrané bitvě na Bílé hoře v roce 1620 emigroval před trestem smrti.

### Lichtenštejnské období
Veškeré rodové majetky byly Žerotínům zabaveny a moravskotřebovské panství získal v roce 1622 jako léno koruny české Karel z Lichtenštejna. Zámek se za Lichtenštejnů stal jen správním střediskem tohoto panství, které bylo ještě rozšířeno o panství Trnávku. Přemístili sem veškeré úřednictvo a správu panství; část sloužila dokonce jako stáje. Podobný osud moravskotřebovský zámek nesl až do druhé poloviny 20. století, kdy se dostal do vlastnictví a péče města. Další újmu utrpěl zámek 17. června 1643, kdy byl vydrancován švédským vojskem. Ti odtud odvezli většinu bohatého mobiliáře a zbytky uměleckých sbírek. Bohatá zámecká knihovna podstatně rozšířená Žerotíny byla sice převezena kardinálem z Dietrichsteina do Mikulova, ale ani tam nebyla uchráněna a stala se téhož roku kořistí Švédů. Zachráněna byla pouze část knihovny z období Ladislava z Boskovic, jelikož byla zazděna ve sklípku farního kostela. Avšak i ta se z větší části poztrácela. Jen jednotlivé svazky se dochovaly v bývalém zemském archivu v Brně a v někdejší knihovně rajhradského kláštera, která je dnes součástí fondů univerzitní knihovny v Brně. Nejtěžší rána ale dopadla na zámek s přilehlou částí města v noci z 30. dubna na 1. května 1840 v podobě rozsáhlého požáru, kdy zámek kompletně vyhořel a město připravil o 186 domů. Značná část zámku byla stržena nebo opravena a přestavěna, avšak jeho někdejší renesanční krása z větší části nenávratně zmizela. Po požáru bylo západní křídlo zámku přestavěno symetricky s východním křídlem, kde se dodnes dochovaly zbytky nejstarších stavebních úprav zámku z období Boskoviců. Zachováno zůstalo manýristické arkádové nádvoří a ze starého zámku jedna pozdně gotická místnost a brána s již zmíněnými medailony datovanými rokem 1492. Žerotínskou přestavbu, kromě arkád dosud částečně reprezentuje vnitřní dvorní fasáda s bosovanými pilíři a plastickými reliéfy polofigur a maskaronů na parapetech a soklech. Celkový vnější vzhled však již odpovídá pozdně empírovému výtvarnému cítění z doby oprav po požáru. Zámek zůstal v majetku Lichtenštejnů až do roku 1945. Byly v něm ale jen kanceláře správy panství a velkostatku, byty úředníků a dalších zaměstnanců. Ve druhé polovině 20. století v něm byly kancelářské prostory a sklady lesního závodu.

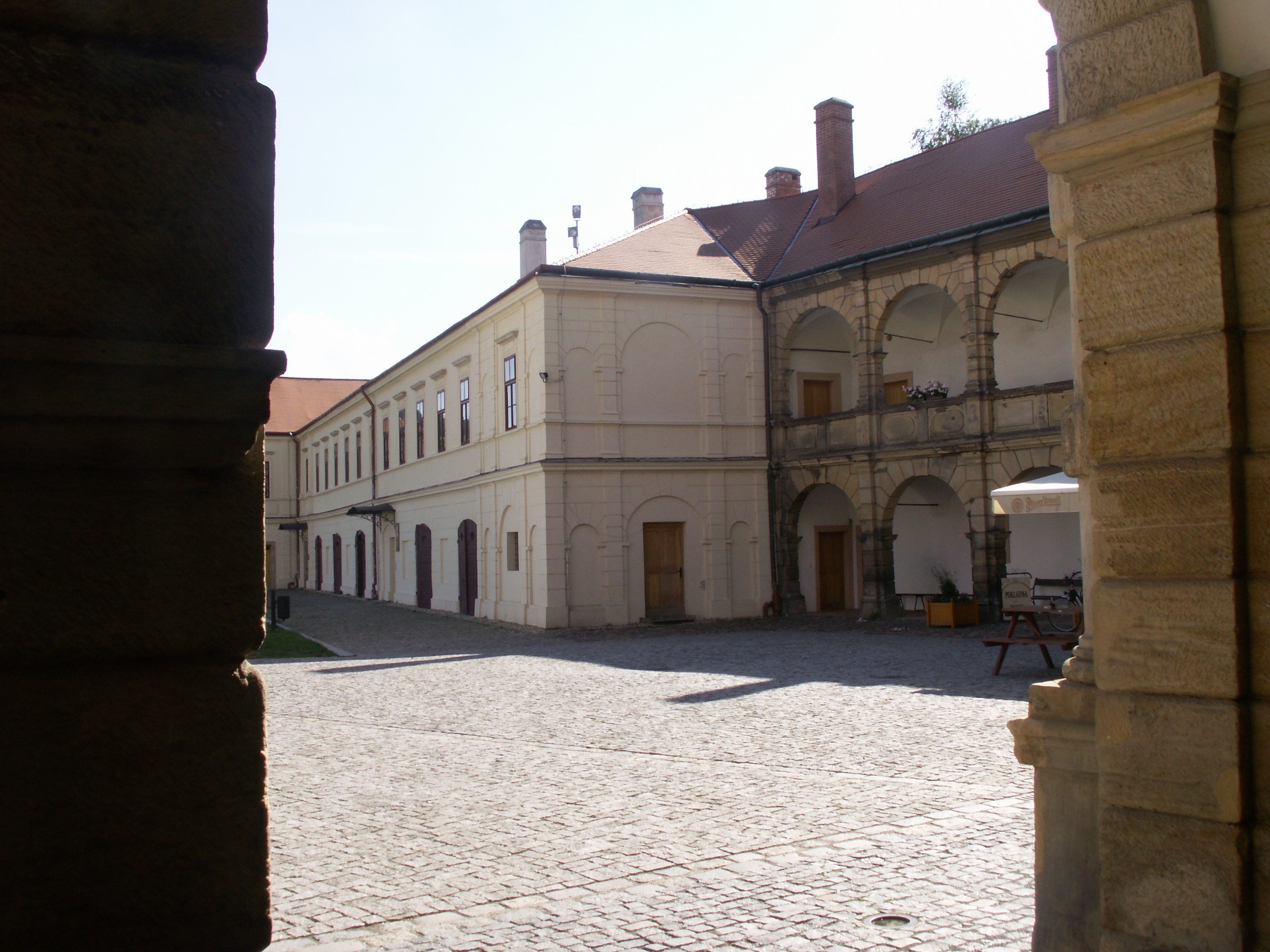
pravé křídlo zámku

## Expozice
Zámek v Moravské Třebové patří k nejvýznamnějším renesančním památkám v Česku, ale i v celé střední Evropě a je pozoruhodnou tím, že se v ní spojuje období nejranější i pozdní renesance, takže dokumentuje vývoj renesanční architektury v českých zemích od konce 15. století do počátku 17. století.[zdroj⁠?!]
Pro návštěvníky zámku jsou připraveny expozice Pokladů Moravské Třebové mapující vývoj zámku a životního stylu měšťanů od 15. do začátku 20. století. Mezi zajímavými muzejními kousky najdeme vzácnou tapisérii, zakoupenou Ladislavem z Boskovic a originální mramorové portrétní medailony z roku 1495, portrét Jana Třebovského z Boskovic, Madonu ze začátku 16. století pocházející z italského prostředí nebo obětní nádobu. Okruh končí v Rytířském sále s křížovou žebrovou klenbou z konce 15. století probíhají svatební obřady a reprezentativní akce. Zajímavou expozicí je největší středověká mučírna na Moravě, která vznikla v roce 2007 ve sklepeních moravskotřebovského zámku. Součástí mučírny je také dobová šatlava s tradičními kavalci. Nejnovější interaktivní expozicí zámku je alchymistická laboratoř doktora Bonaciny v zámecké věži. Expozice je věnovaná významnému moravskému politikovi a aristokratovi Ladislavu Velenu ze Žerotína, jeho milánskému osobnímu lékaři M. E. Bonacinovi a alchymii v raném novověku. Čtvrtou expozicí je Život na venkově, seznamující návštěvníky s životním stylem venkovanů v regionu Hřebečska, také se můžete obdivovat s funkčním stavem a kolovrátkem.